# Дэвис, Марк (легкоатлет)
Марк Эндрю Дэвис (англ. Marc Andrew Davis; род. 17 декабря 1969, Ошенсайд, Калифорния) — американский легкоатлет, специалист по бегу на средние и длинные дистанции, кроссу и стипльчезу. Выступал за сборную США по лёгкой атлетике в 1980-х и 1990-х годах, победитель Игр доброй воли в Санкт-Петербурге, чемпион США в беге на 3000 метров с препятствиями, в беге на 5000 метров и 5 км, участник летних Олимпийских игр в Атланте.

## Биография
Марк Дэвис родился 17 декабря 1969 года в городе Ошенсайд, штат Калифорния.
Занимался лёгкой атлетикой во время учёбы в старшей школе в Сан-Диего, где уже показывал достаточно высокие результаты, в частности в 1986 году выиграл национальное первенство по кроссу Foot Locker и попал в состав американской сборной — занял 24-е место в 20-километровом забеге на юниорском мировом первенстве в Афинах.
В 1987 году отметился выступлением на чемпионате мира по кроссу в Варшаве, где среди юниоров показал 40-й результат.
Продолжил спортивную карьеру в Аризонском университете, состоял в университетской легкоатлетической команде Arizona Wildcats, с которой успешно выступал на различных студенческих соревнованиях. Так, в 1992 году выиграл соревнования по бегу на 3000 метров с препятствиями в первом дивизионе чемпионата Национальной ассоциации студенческого спорта (NCAA).
В 1993 году в стипльчезе одержал победу на чемпионате США в Юджине, занял 11-е место на чемпионате мира в Штутгарте.
В 1994 году среди прочего превзошёл всех соперников на Играх доброй воли в Санкт-Петербурге.
Благодаря череде успешных выступлений в 1996 году удостоился права защищать честь страны на летних Олимпийских играх в Атланте — в программе стипльчеза благополучно преодолел предварительный квалификационный этап и полуфинальную стадию, тогда как в решающем финальном забеге занял последнее 12-е место.
В 1997 году бежал 3000 метров на чемпионате мира в помещении в Париже, стал чемпионом США в беге на 5 км.
В 1998 году финишировал седьмым на короткой дистанции на чемпионате мира по кроссу в Марракеше, в беге на 5000 метров победил на чемпионате США в Новом Орлеане и стал шестым на Играх доброй воли в Нью-Йорке.
Завершив спортивную карьеру в 2004 году, впоследствии работал тренером по лёгкой атлетике в Американском университете, занимал должность менеджера по цифровым коммуникациям в Бостонской легкоатлетической ассоциации, занимавшейся проведением Бостонского марафона.